# Goniophileurus femoratus
Goniophileurus femoratus är en skalbaggsart som beskrevs av Hermann Burmeister 1847. Goniophileurus femoratus ingår i släktet Goniophileurus och familjen Dynastidae. Inga underarter finns listade i Catalogue of Life.